# Felsentempel

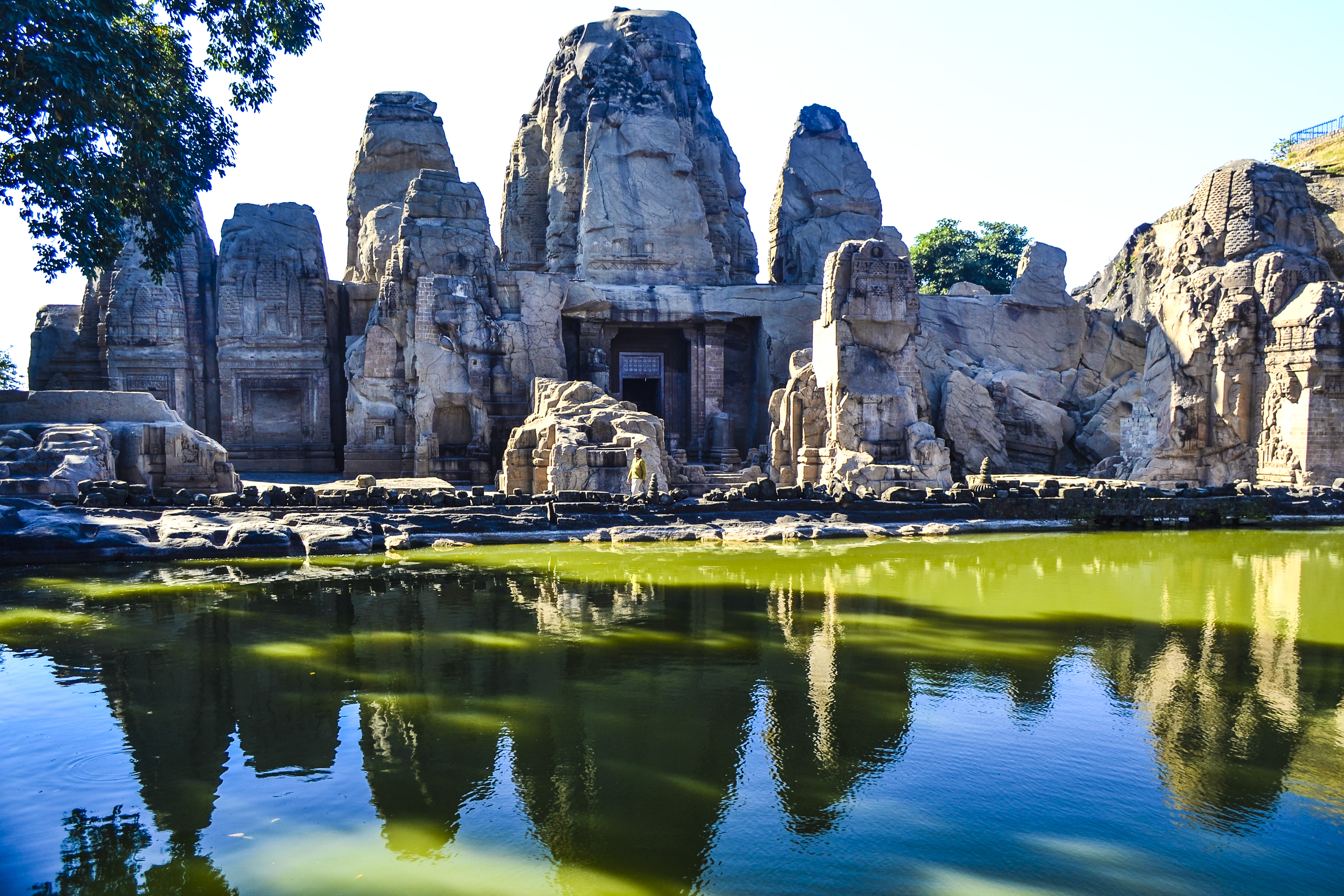
Masrur-Tempel, Himachal Pradesh, Indien

Felsentempel ist eine zusammenfassende Bezeichnung für Höhlentempel, für monolithische Tempel, die aus dem Fels herausgeschlagen worden sind und frei im Raum stehen, sowie für Tempelanlagen, die in einem Felsenhof liegen. Auch Mischformen kommen vor, bei denen ein Teil des Tempels, zum Beispiel die Cella, in den Fels geschlagen ist, während Vorhallen und Skulpturen vor dem Tempel aus dem anstehenden Gestein herausgeschlagen oder als gebaute Architektur ergänzt wurden.

## Beispiele
- In Ägypten kommen Felsentempel überwiegend als Mischformen vor (z. B. Abu Simbel). Altägyptische Felsentempel werden allgemein als speos (griechisch für „Höhle“ oder „Grotte“) bezeichnet.
- Zahlreiche monolithische Felsentempel entstanden im Zusammenhang mit den frühen buddhistischen Höhlenklöstern Indiens (siehe Höhlenkloster#Indien) oder Sri Lankas (siehe Dambulla-Höhlentempel). Reine Tempelbauten sind die hinduistischen Pallava-Tempel in Tamil Nadu. Hinzu kommen der Kailasa-Tempel von Ellora, die Elephanta-Höhlen bei Mumbai in Maharashtra oder die kaum bekannten Masrur-Tempel in Himachal Pradesh.
- Auch im präkolumbischen Amerika (z. B. in Machu Picchu (Peru) oder in Malinalco, (Mexiko)) gab es Felsheiligtümer.

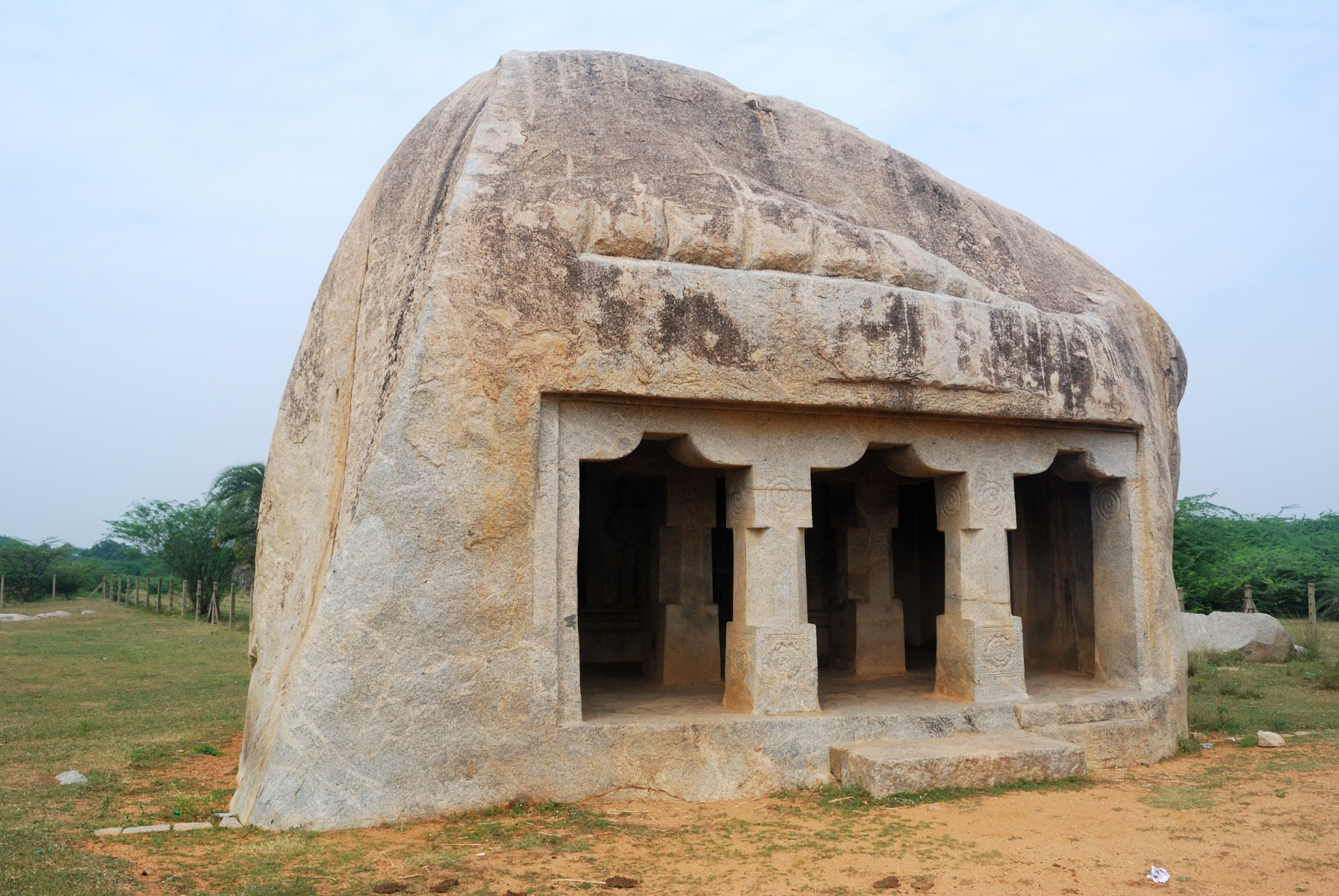
Pallava-Tempel bei Mahendravadi, Tamil Nadu, Indien
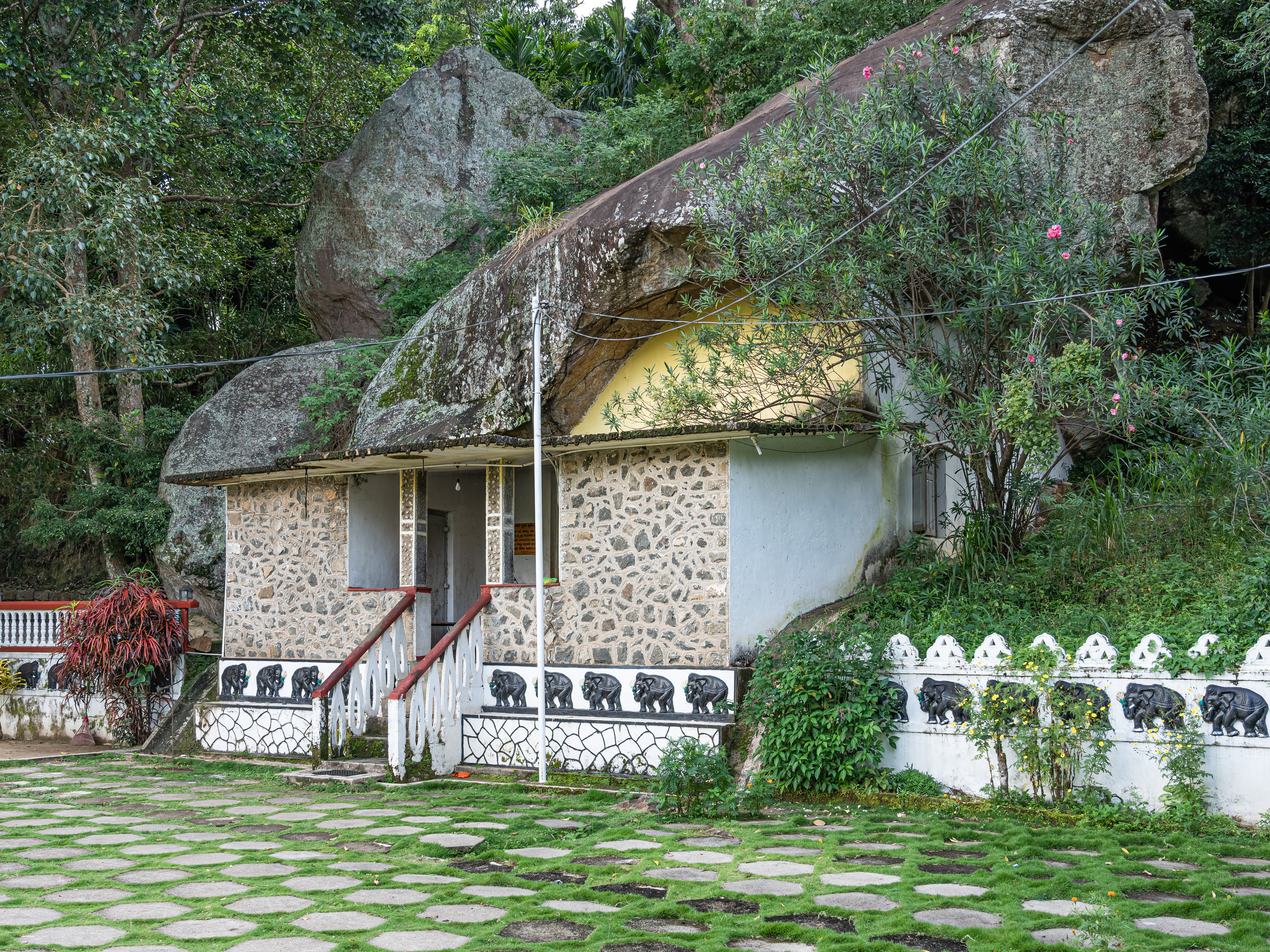
Ein buddhistischer Felstempel in Ella, Sri Lanka